# Bernhardus Jouke Buma
Bernhardus Jouke Buma (Leeuwarden, 8 april 1835 - Oldeboorn, 21 juli 1874) was een Nederlands jurist en burgemeester.

## Leven en werk
Buma, lid van de familie Buma, was een zoon van mr. Wybe Bernhardus Buma (1807-1848) en Joanna Elisabeth barones van Haersolte (1813-1864). Hij trouwde met Anna Adriana Sophia Wijckerheld Bisdom (1839-1918).
Hij studeerde rechten aan de Groninger Hogeschool en promoveerde in 1859 op stellingen. Hij werd benoemd tot burgemeester van Hemelumer Oldephaert en Noordwolde (1861-1869). In 1869 werd Buma eerste burger van van Utingeradeel. Hij liet een nieuwe burgemeesterswoning bouwen aan de Wjitteringswei 10 in Oldeboorn, Nieuw-Bornia geheten. Vanwege ziekte vroeg hij in maart 1874 ontslag aan. Buma overleed een paar maanden later, 39 jaar oud, op huize Nieuw-Bornia.